# Temporada 1990 de la NFL
La Temporada 1990 de la NFL fue la 71.ª en la historia de la NFL.Para aumentar los ingresos, la liga cambió el formato de la temporada regular de modo que todos los equipos jugaran su temporada de 16 juegos en un período de 17 semanas. Además, el formato de playoffs se amplió de 10 equipos a 12 equipos añadiendo otro comodín en cada conferencia, por tanto, se añadieron dos juegos más en el calendario de postemporada; este número se mantiene en uso ahora.
Esta fue también la primera temporada completa de Paul Tagliabue, como el Comisionado, después de tomar el relevo de Pete Rozelle mitad de la temporada anterior.
Se le dio a ABC los derechos para televisar los dos partidos de eliminatoria adicionales. Mientras tanto, TNT comenzó a emitir los Sunday night games para la primera mitad de la temporada.
El 8 de octubre, la liga anunció que el premio de Jugador más valioso del SB sería nombrado trofeo Pete Rozelle. La temporada terminó con el Super Bowl XXV, cuando los New York Giants derrotaron a los Buffalo Bills.
A finales de la temporada, con la Guerra del Golfo se avecina más cerca, la NFL anunció que a partir de la semana 16 (y continuando hasta el Super Bowl XXV), la liga añadiría calcomanías bandera de Estados Unidos a la parte posterior del casco. La bandera volvería de manera permanente en el 2001, tras los ataques del 11 de septiembre.

## Temporada regular
V = Victorias, D = Derrotas, E = Empates, CTE = Cociente de victorias [V+(E/2)]/(V+D+E), PF= Puntos a favor, PC = Puntos en contra
| Clasificado para los playoffs |

| Buffalo Bills(1)     | 13 | 3  | 0 | .813 | 428 | 263 |
| Miami Dolphins(4)    | 12 | 4  | 0 | .750 | 336 | 242 |
| Indianapolis Colts   | 7  | 9  | 0 | .438 | 281 | 353 |
| New York Jets        | 6  | 10 | 0 | .375 | 295 | 345 |
| New England Patriots | 1  | 15 | 0 | .063 | 181 | 446 |

| Cincinnati Bengals(3) | 9 | 7  | 0 | .563 | 360 | 352 |
| Houston Oilers(6)     | 9 | 7  | 0 | .563 | 405 | 307 |
| Pittsburgh Steelers   | 9 | 7  | 0 | .563 | 292 | 240 |
| Cleveland Browns      | 3 | 13 | 0 | .188 | 228 | 462 |

| Los Angeles Raiders(2) | 12 | 4  | 0 | .750 | 337 | 268 |
| Kansas City Chiefs(5)  | 11 | 5  | 0 | .688 | 369 | 257 |
| Seattle Seahawks       | 9  | 7  | 0 | .563 | 306 | 286 |
| San Diego Chargers     | 6  | 10 | 0 | .375 | 315 | 281 |
| Denver Broncos         | 5  | 11 | 0 | .313 | 331 | 374 |

| New York Giants(2)     | 13 | 3  | 0 | .813 | 335 | 211 |
| Philadelphia Eagles(4) | 10 | 6  | 0 | .625 | 396 | 299 |
| Washington Redskins(5) | 10 | 6  | 0 | .625 | 381 | 301 |
| Dallas Cowboys         | 7  | 9  | 0 | .438 | 244 | 308 |
| Phoenix Cardinals      | 5  | 11 | 0 | .313 | 268 | 396 |

| Chicago Bears(3)     | 11 | 5  | 0 | .688 | 348 | 280 |
| Tampa Bay Buccaneers | 6  | 10 | 0 | .375 | 264 | 367 |
| Detroit Lions        | 6  | 10 | 0 | .375 | 373 | 413 |
| Green Bay Packers    | 6  | 10 | 0 | .375 | 271 | 347 |
| Minnesota Vikings    | 6  | 10 | 0 | .375 | 351 | 326 |

| San Francisco 49ers(1) | 14 | 2  | 0 | .875 | 353 | 239 |
| New Orleans Saints(6)  | 8  | 8  | 0 | .500 | 274 | 275 |
| Los Angeles Rams       | 5  | 11 | 0 | .313 | 345 | 412 |
| Atlanta Falcons        | 5  | 11 | 0 | .313 | 348 | 365 |

### Desempates
- Cincinnati finalizó por delante de Houston y Pittsburgh en la AFC Central basado en enfrentamientos directos (3-1 contra 2-2 de los Oilers y 1-3 de los Steelers).
- Houston fue el sexto cabeza de serie de la AFC por delante de Seattle y Pittsburgh basado en un mejor registro de conferencia (8-4 contra 7-5 de los Seahawks y 6-6 de los Steelers).
- Philadelphia finalizó por delante de Washington en la NFC Este basado en un mejor registro de división(5-3 contra 4-4 de los Redskins).
- Tampa Bay finalizó por delante de Detroit, Green Bay y Minnesota en la NFC Central basado en enfrentamientos directos (5-1 contra 2-4 de los Lions, 3-3 de los Packers y 2-4 de los Vikings).
- Detroit finalizó por delante de Green Bay en la NFC Central basado en la división de puntos netos (menos 8 contra menos 40 de los Packers).
- Green Bay finalizó por delante de Minnesota en la NFC Central basado en un mejor registro de conferencia (5-7 contra 4-8 de los Vikings).
- L.A. Rams finalizó por delante de GAtalanta en la NFC Oeste basado en la división de puntos netos (más 1 contra menos 31 de los Falcons).

## Postemporada
|  | Ronda Wild Card                 | Ronda Wild Card                 | Ronda Wild Card                 |    |               | Ronda divisional                     | Ronda divisional                     | Ronda divisional                     |                                |                                | Finales de conferencia         | Finales de conferencia | Finales de conferencia |  |  | Super Bowl | Super Bowl | Super Bowl |
|  |                                 |                                 |                                 |    |               |                                      |                                      |                                      |                                |                                |                                |                        |                        |  |  |            |            |            |
|  | 6 de enero – Riverfront Stadium | 6 de enero – Riverfront Stadium | 6 de enero – Riverfront Stadium |    |               | 13 de enero – L.A. Memorial Coliseum | 13 de enero – L.A. Memorial Coliseum | 13 de enero – L.A. Memorial Coliseum |                                |                                |                                |                        |                        |  |  |            |            |            |
|  | 6 de enero – Riverfront Stadium | 6 de enero – Riverfront Stadium | 6 de enero – Riverfront Stadium |    |               | 13 de enero – L.A. Memorial Coliseum | 13 de enero – L.A. Memorial Coliseum | 13 de enero – L.A. Memorial Coliseum |                                |                                |                                |                        |                        |  |  |            |            |            |
|  | 6 de enero – Riverfront Stadium | 6 de enero – Riverfront Stadium | 6 de enero – Riverfront Stadium |    |               | 13 de enero – L.A. Memorial Coliseum | 13 de enero – L.A. Memorial Coliseum | 13 de enero – L.A. Memorial Coliseum |                                |                                |                                |                        |                        |  |  |            |            |            |
|  | 6 de enero – Riverfront Stadium | 6 de enero – Riverfront Stadium | 6 de enero – Riverfront Stadium |    |               | 13 de enero – L.A. Memorial Coliseum | 13 de enero – L.A. Memorial Coliseum | 13 de enero – L.A. Memorial Coliseum |                                |                                |                                |                        |                        |  |  |            |            |            |
|  | #6                              | Houston                         | 14                              |    |               | 13 de enero – L.A. Memorial Coliseum | 13 de enero – L.A. Memorial Coliseum | 13 de enero – L.A. Memorial Coliseum |                                |                                |                                |                        |                        |  |  |            |            |            |
|  | #6                              | Houston                         | 14                              | #3 | Cincinnati    | 10                                   |                                      |                                      |                                |                                |                                |                        |                        |  |  |            |            |            |
|  | #3                              | Cincinnati                      | 41                              | #3 | Cincinnati    | 10                                   |                                      |                                      | 20 de enero - Rich Stadium     | 20 de enero - Rich Stadium     | 20 de enero - Rich Stadium     |                        |                        |  |  |            |            |            |
|  | #3                              | Cincinnati                      | 41                              | #2 | L.A. Raiders  | 20                                   |                                      |                                      | 20 de enero - Rich Stadium     | 20 de enero - Rich Stadium     | 20 de enero - Rich Stadium     |                        |                        |  |  |            |            |            |
|  |                                 |                                 |                                 | #2 | L.A. Raiders  | 20                                   |                                      |                                      | 20 de enero - Rich Stadium     | 20 de enero - Rich Stadium     | 20 de enero - Rich Stadium     |                        |                        |  |  |            |            |            |
|  |                                 |                                 |                                 |    |               |                                      |                                      |                                      | 20 de enero - Rich Stadium     | 20 de enero - Rich Stadium     | 20 de enero - Rich Stadium     |                        |                        |  |  |            |            |            |
|  | 5 de enero – Joe Robbie Stadium | 5 de enero – Joe Robbie Stadium | 5 de enero – Joe Robbie Stadium | #2 | L.A. Raiders  | 3                                    |                                      |                                      |                                |                                |                                |                        |                        |  |  |            |            |            |
|  | 5 de enero – Joe Robbie Stadium | 5 de enero – Joe Robbie Stadium | 5 de enero – Joe Robbie Stadium | #2 | L.A. Raiders  | 3                                    | 12 de enero – Rich Stadium           |                                      |                                |                                |                                |                        |                        |  |  |            |            |            |
|  | 5 de enero – Joe Robbie Stadium | 5 de enero – Joe Robbie Stadium | 5 de enero – Joe Robbie Stadium |    | #1            | Buffalo                              | 51                                   |                                      |                                |                                |                                |                        |                        |  |  |            |            |            |
|  | 5 de enero – Joe Robbie Stadium | 5 de enero – Joe Robbie Stadium | 5 de enero – Joe Robbie Stadium |    | #1            | Buffalo                              | 51                                   |                                      |                                |                                |                                |                        |                        |  |  |            |            |            |
|  | #5                              | Kansas City                     | 16                              |    |               |                                      |                                      |                                      |                                |                                |                                |                        |                        |  |  |            |            |            |
|  | #5                              | Kansas City                     | 16                              | #4 | Miami         | 34                                   |                                      |                                      |                                |                                |                                |                        |                        |  |  |            |            |            |
|  | #4                              | Miami                           | 17                              | #4 | Miami         | 34                                   |                                      |                                      | 27 de enero – Tampa Stadium    | 27 de enero – Tampa Stadium    | 27 de enero – Tampa Stadium    |                        |                        |  |  |            |            |            |
|  | #4                              | Miami                           | 17                              | #1 | Buffalo       | 44                                   |                                      |                                      | 27 de enero – Tampa Stadium    | 27 de enero – Tampa Stadium    | 27 de enero – Tampa Stadium    |                        |                        |  |  |            |            |            |
|  |                                 |                                 |                                 | #1 | Buffalo       | 44                                   |                                      |                                      |                                | 27 de enero – Tampa Stadium    | 27 de enero – Tampa Stadium    |                        |                        |  |  |            |            |            |
|  |                                 |                                 |                                 |    |               |                                      |                                      |                                      |                                | 27 de enero – Tampa Stadium    | 27 de enero – Tampa Stadium    |                        |                        |  |  |            |            |            |
|  | 6 de enero – Soldier Field      | 6 de enero – Soldier Field      | 6 de enero – Soldier Field      | A1 | Buffalo       | 19                                   |                                      |                                      |                                |                                |                                |                        |                        |  |  |            |            |            |
|  | 6 de enero – Soldier Field      | 6 de enero – Soldier Field      | 6 de enero – Soldier Field      | A1 | Buffalo       | 19                                   | 13 de enero – Giants Stadium         |                                      |                                |                                |                                |                        |                        |  |  |            |            |            |
|  | 6 de enero – Soldier Field      | 6 de enero – Soldier Field      | 6 de enero – Soldier Field      |    | N2            | N.Y. Giants                          | 20                                   |                                      |                                |                                |                                |                        |                        |  |  |            |            |            |
|  | 6 de enero – Soldier Field      | 6 de enero – Soldier Field      | 6 de enero – Soldier Field      |    | N2            | N.Y. Giants                          | 20                                   |                                      |                                |                                |                                |                        |                        |  |  |            |            |            |
|  | #6                              | New Orleans                     | 6                               |    |               |                                      |                                      |                                      |                                |                                |                                |                        |                        |  |  |            |            |            |
|  | #6                              | New Orleans                     | 6                               | #3 | Chicago       | 3                                    |                                      |                                      |                                |                                |                                |                        |                        |  |  |            |            |            |
|  | #3                              | Chicago                         | 16                              | #3 | Chicago       | 3                                    |                                      |                                      | 20 de enero - Candlestick Park | 20 de enero - Candlestick Park | 20 de enero - Candlestick Park |                        |                        |  |  |            |            |            |
|  | #3                              | Chicago                         | 16                              | #2 | N.Y. Giants   | 31                                   |                                      |                                      | 20 de enero - Candlestick Park | 20 de enero - Candlestick Park | 20 de enero - Candlestick Park |                        |                        |  |  |            |            |            |
|  |                                 |                                 |                                 | #2 | N.Y. Giants   | 31                                   |                                      |                                      | 20 de enero - Candlestick Park | 20 de enero - Candlestick Park | 20 de enero - Candlestick Park |                        |                        |  |  |            |            |            |
|  |                                 |                                 |                                 |    |               |                                      |                                      |                                      | 20 de enero - Candlestick Park | 20 de enero - Candlestick Park | 20 de enero - Candlestick Park |                        |                        |  |  |            |            |            |
|  | 5 de enero – Veterans Stadium   | 5 de enero – Veterans Stadium   | 5 de enero – Veterans Stadium   | #2 | N.Y. Giants   | 15                                   |                                      |                                      |                                |                                |                                |                        |                        |  |  |            |            |            |
|  | 5 de enero – Veterans Stadium   | 5 de enero – Veterans Stadium   | 5 de enero – Veterans Stadium   | #2 | N.Y. Giants   | 15                                   | 12 de enero – Candlestick Park       |                                      |                                |                                |                                |                        |                        |  |  |            |            |            |
|  | 5 de enero – Veterans Stadium   | 5 de enero – Veterans Stadium   | 5 de enero – Veterans Stadium   |    | #1            | San Francisco                        | 13                                   |                                      |                                |                                |                                |                        |                        |  |  |            |            |            |
|  | 5 de enero – Veterans Stadium   | 5 de enero – Veterans Stadium   | 5 de enero – Veterans Stadium   |    | #1            | San Francisco                        | 13                                   |                                      |                                |                                |                                |                        |                        |  |  |            |            |            |
|  | #5                              | Washington                      | 20                              |    |               |                                      |                                      |                                      |                                |                                |                                |                        |                        |  |  |            |            |            |
|  | #5                              | Washington                      | 20                              | #5 | Washington    | 10                                   |                                      |                                      |                                |                                |                                |                        |                        |  |  |            |            |            |
|  | #4                              | Philadelphia                    | 6                               | #5 | Washington    | 10                                   |                                      |                                      |                                |                                |                                |                        |                        |  |  |            |            |            |
|  | #4                              | Philadelphia                    | 6                               | #1 | San Francisco | 28                                   |                                      |                                      |                                |                                |                                |                        |                        |  |  |            |            |            |
|  |                                 |                                 |                                 | #1 | San Francisco | 28                                   |                                      |                                      |                                |                                |                                |                        |                        |  |  |            |            |            |

- Local en cada partido: El local en cada partido es el equipo mejor clasificado, el equipo de abajo en el cuadro, excepto en el Super Bowl que es un estadio neutral.

## Premios anuales
Al final de temporada se entregan diferentes premios reconociendo el valor del jugador durante la temporada entera.
| Premio                     | Ganador         | Posición      | Equipo              |
| -------------------------- | --------------- | ------------- | ------------------- |
| Jugador más valioso        | Joe Montana     | Quarterback   | San Francisco 49ers |
| Jugador ofensivo del año   | Warren Moon     | Quarterback   | Houston Oilers      |
| Jugador defensivo del año  | Bruce Smith     | Defensive end | Buffalo Bills       |
| Entrenador del año         | Jimmy Johnson   | Head Coach    | Dallas Cowboys      |
| Novato ofensivo del año    | Emmitt Smith    | Running back  | Dallas Cowboys      |
| Novato defensivo del año   | Mark Carrier    | Safety        | Chicago Bears       |
| Regreso del año            | Barry Word      | Running back  | Kansas City Chiefs  |
| Hombre del Año             | Mike Singletary | Linebacker    | Chicago Bears       |
| Jugador más valioso del SB | Ottis Anderson  | Running back  | New York Giants     |